# Sultanka Fatma
Sultanka Fatma (Osmansko turško: فاطمہ سلطان) je bila osmanska sultanka, hči sultana Selima I. in sultanke Ajše Hafse. Bila je sestra sultana Sulejmana Veličastnega.
Datum rojstva sultanke Fatme je neznan. Poročena je bila z Karo Ahmedom pašo, ki je bil veliki vezir Osmanskega cesarstva med letoma 1553 in 1555. Število njunih otrok je neznano.